# Élections cantonales de 1951 en Ille-et-Vilaine
Les élections cantonales se sont déroulées les 7 et 14 octobre 1951.

## Contexte départemental

### Assemblée départementale sortante
Avant et après les élections, le conseil général est présidé par Marcel Rupied, membre du RPF.
Il est assez difficile de distinguer les RPF des Ind, leurs membres variant les étiquettes en fonction du moment. 
Il comprend 43 conseillers généraux issus des 43 cantons d'Ille-et-Vilaine.
Jean Trocherie, qui ne se représente pas, est le dernier élu socialiste avant Jean-Louis Tourenne élu en 1973.
| Parti                                          | Sigle    | Élus |
| ---------------------------------------------- | -------- | ---- |
| Majorité (29 sièges)                           |          |      |
| Centre national des indépendants et paysans    | CNIP     | 16   |
| Mouvement républicain populaire                | MRP      | 8    |
| Républicains indépendants                      | Rép. ind | 5    |
| Opposition (14 sièges)                         |          |      |
| Rassemblement du peuple français               | RPF      | 7    |
| Parti radical-socialiste                       | Rad      | 4    |
| Section française de l'Internationale ouvrière | SFIO     | 1    |
| Divers gauche                                  | Ind.G    | 1    |
| Union progressiste                             | Prog.    | 1    |
| Président du conseil général                   |          |      |
| Marcel Rupied (Rép. ind)                       |          |      |

## Résultats à l'échelle du département

### Résultats en nombre de sièges
| Parti | Sièges mis en jeu | Élus | Évolution |
| ----- | ----------------- | ---- | --------- |
| CNIP  | 11                | 11   | +1        |
| MRP   | 3                 | 5    | +1        |
| RI    | 3                 | 5    | +1        |
| RPF   | 2                 | 2    | =         |
| PR    | 1                 | 1    | =         |
| SFIO  | 1                 | 0    | -1        |
| UP    | 1                 | 0    | -1        |

### Assemblée départementale à l'issue des élections
| Parti                                       | Sigle     | Élus |
| ------------------------------------------- | --------- | ---- |
| Majorité (32 sièges)                        |           |      |
| Centre national des indépendants et paysans | CNIP      | 17   |
| Mouvement républicain populaire             | MRP       | 9    |
| Républicains indépendants                   | Rép. ind. | 6    |
| Opposition (11 sièges)                      |           |      |
| Rassemblement du peuple français            | RPF       | 7    |
| Parti radical-socialiste                    | Rad       | 4    |
| Président du conseil général                |           |      |
| Marcel Rupied (Rép. ind)                    |           |      |

## Arrondissement de Rennes

### Canton de Rennes-Nord-Est
- Conseiller sortant : Paul Robert (RPF), élu depuis 1937.

Henri Fréville (MRP) arrivé deuxième, se désiste au deuxième tour pour Paul Robert (RPF).
| Candidat | Candidat        | Étiquette | Premier tour | Premier tour | Ballotage | Ballotage |
| Candidat | Candidat        | Étiquette | Voix         | %            | Voix      | %         |
| -------- | --------------- | --------- | ------------ | ------------ | --------- | --------- |
|          | Paul Robert *   | RPF-CNIP  | 4 809        | 43,52        | 7 430     | 69,86     |
|          | Henri Fréville  | MRP       | 3 160        | 28,60        |           |           |
|          | Jean Bonneville | PCF       | 1 880        | 17,01        | 1 933     | 18,18     |
|          | René Collet     | Rad-soc   | 1 192        | 10,79        | 1 240     | 11,66     |
|          | Mr Pitois       |           | 9            | 0,08         |           |           |
|          |                 |           |              |              |           |           |
| Inscrits | Inscrits        | Inscrits  | 21 919       | 100,00       | 21 968    | 100,00    |
| Votants  | Votants         | Votants   | 11 246       | 51,31        | 11 011    | 50,12     |
| Exprimés | Exprimés        | Exprimés  | 11 050       | 98,26        | 10 635    | 96,59     |

### Canton de Rennes-Sud-Est
- Conseiller sortant : Émile Neumager (RPF), élu depuis une partielle en 1949.

Il remplace Eugène Quessot (SFIO), élu depuis 1919 qui est mort en mars 1949.
Pierre Bazil (MRP) arrivé troisième, se désiste au deuxième tour pour Émile Neumager (RPF).
| Candidat | Candidat         | Étiquette | Premier tour | Premier tour | Ballotage | Ballotage |
| Candidat | Candidat         | Étiquette | Voix         | %            | Voix      | %         |
| -------- | ---------------- | --------- | ------------ | ------------ | --------- | --------- |
|          | Émile Neumager * | RPF       | 4 137        | 29,84        | 6 990     | 48,63     |
|          | Émile Guerlavas  | PCF       | 3 859        | 27,84        | 4 844     | 33,70     |
|          | Pierre Bazil     | MRP       | 2 409        | 17,38        |           |           |
|          | Alexis Le Strat  | SFIO      | 2 087        | 15,04        | 2 539     | 17,67     |
|          | Marcel Houalet   | Rad-soc   | 768          | 5,54         |           |           |
|          | Albert Renouf    | PSU       | 703          | 5,07         |           |           |
|          |                  |           |              |              |           |           |
| Inscrits | Inscrits         | Inscrits  | 25 855       | 100,00       | 25 892    | 100,00    |
| Votants  | Votants          | Votants   | 14 119       | 54,61        | 14 736    | 56,91     |
| Exprimés | Exprimés         | Exprimés  | 13 963       | 98,19        | 14 373    | 97,54     |

### Canton de Châteaugiron
- Conseiller sortant : François Delalande (CNIP), élu depuis 1934.

| Candidat | Candidat             | Étiquette | Premier tour | Premier tour |
| Candidat | Candidat             | Étiquette | Voix         | %            |
| -------- | -------------------- | --------- | ------------ | ------------ |
|          | Maurice Audrain      | RGR       | 2 118        | 55,00        |
|          | François Delalande * | Rép. ind  | 1 506        | 39,11        |
|          | Henri Denizot        | PCF       | 227          | 5,90         |
|          |                      |           |              |              |
| Inscrits | Inscrits             | Inscrits  | 5 039        | 100,00       |
| Votants  | Votants              | Votants   | 3 898        | 77,36        |
| Exprimés | Exprimés             | Exprimés  | 3 851        | 98,79        |

### Canton de Janzé
- Conseiller sortant : Jean-Marie Lacire (CNIP), élu depuis 1937.

| Candidat | Candidat            | Étiquette | Premier tour | Premier tour |
| Candidat | Candidat            | Étiquette | Voix         | %            |
| -------- | ------------------- | --------- | ------------ | ------------ |
|          | Jean-Marie Lacire * | CNIP      | 3 891        | 90,53        |
|          | Francois Faucheux   | PCF       | 407          | 9,47         |
|          |                     |           |              |              |
| Inscrits | Inscrits            | Inscrits  | 6 320        | 100,00       |
| Votants  | Votants             | Votants   | 4 428        | 70,06        |
| Exprimés | Exprimés            | Exprimés  | 4 298        | 97,06        |

### Canton de Mordelles
- Conseiller sortant : Robert de Toulouse-Lautrec (CNIP), élu depuis 1912.

| Candidat | Candidat                     | Étiquette | Premier tour | Premier tour |
| Candidat | Candidat                     | Étiquette | Voix         | %            |
| -------- | ---------------------------- | --------- | ------------ | ------------ |
|          | Robert de Toulouse-Lautrec * | CNIP      | 2 290        | 88,66        |
|          | Raymond Verron               | PCF       | 293          | 11,34        |
|          |                              |           |              |              |
| Inscrits | Inscrits                     | Inscrits  | 3 983        | 100,00       |
| Votants  | Votants                      | Votants   | 2 702        | 67,84        |
| Exprimés | Exprimés                     | Exprimés  | 2 583        | 95,60        |

## Arrondissement de Saint-Malo

### Canton de Saint-Malo
- Conseiller sortant : Jean Noury (MRP), élu depuis 1945.

| Candidat | Candidat          | Étiquette | Premier tour | Premier tour |
| Candidat | Candidat          | Étiquette | Voix         | %            |
| -------- | ----------------- | --------- | ------------ | ------------ |
|          | Jean Noury *      | MRP       | 3 923        | 52,77        |
|          | Georges Legay     | Rad-soc   | 1 894        | 25,07        |
|          | Anne-Marie Glémot | PCF       | 1 575        | 21,19        |
|          |                   |           |              |              |
| Inscrits | Inscrits          | Inscrits  | 13 152       | 100,00       |
| Votants  | Votants           | Votants   | 7 562        | 57,50        |
| Exprimés | Exprimés          | Exprimés  | 7 434        | 98,31        |

### Canton de Châteauneuf-d'Ille-et-Vilaine
- Conseiller sortant : François Rouvrais (CNIP ex MRP), élu depuis 1937.

| Candidat | Candidat            | Étiquette | Premier tour | Premier tour |
| Candidat | Candidat            | Étiquette | Voix         | %            |
| -------- | ------------------- | --------- | ------------ | ------------ |
|          | François Rouvrais * | CNIP      | 2 581        | 69,40        |
|          | Léon Noël           | SFIO      | 622          | 16,73        |
|          | Henri Huet          | PCF       | 513          | 13,79        |
|          |                     |           |              |              |
| Inscrits | Inscrits            | Inscrits  | 5 671        | 100,00       |
| Votants  | Votants             | Votants   | 3 841        | 67,73        |
| Exprimés | Exprimés            | Exprimés  | 3 719        | 96,82        |

### Canton de Dinard
- Conseiller sortant : Louis Léouffre (MRP), élu depuis 1945 ne se représente pas.

|          | Guy La Chambre       | Rép. ind | 3 934  | 55,25  |
|          | Hervé de Dieuleveult | CNIP     | 1 829  | 25,69  |
|          | Louis Lebideau       | PCF      | 1 358  | 19,07  |
|          |                      |          |        |        |
| Inscrits | Inscrits             | Inscrits | 10 971 | 100,00 |
| Votants  | Votants              | Votants  | 7 215  | 65,76  |
| Exprimés | Exprimés             | Exprimés | 7 121  | 98,70  |

### Canton de Dol-de-Bretagne
- Conseiller sortant : Yves Estève (RPF), sénateur, élu depuis 1937.

| Candidat | Candidat      | Étiquette | Premier tour | Premier tour |
| Candidat | Candidat      | Étiquette | Voix         | %            |
| -------- | ------------- | --------- | ------------ | ------------ |
|          | Yves Estève * | RPF       | 3 597        | 72,58        |
|          | Mr Lejean     | Rad-soc   | 717          | 14,47        |
|          | Pierre Tirel  | PCF       | 642          | 12,95        |
|          |               |           |              |              |
| Inscrits | Inscrits      | Inscrits  | 7 998        | 100,00       |
| Votants  | Votants       | Votants   | 5 025        | 62,83        |
| Exprimés | Exprimés      | Exprimés  | 4 956        | 98,63        |

### Canton de Tinténiac
- Conseiller sortant : Alphonse Pellé (Rad-soc/UDSR), élu depuis 1937.

| Candidat | Candidat         | Étiquette    | Premier tour | Premier tour |
| Candidat | Candidat         | Étiquette    | Voix         | %            |
| -------- | ---------------- | ------------ | ------------ | ------------ |
|          | Alphonse Pellé * | Rad-soc/UDSR | 2 198        | 76,85        |
|          | Louis Pétri      | PCF          | 662          | 23,15        |
|          |                  |              |              |              |
| Inscrits | Inscrits         | Inscrits     | 5 094        | 100,00       |
| Votants  | Votants          | Votants      | 3 262        | 64,04        |
| Exprimés | Exprimés         | Exprimés     | 2 860        | 87,68        |

## Arrondissement de Fougères

### Canton de Fougères-Nord
- Conseiller sortant : Marcel Ménager (CNIP), élu depuis 1945.

| Candidat | Candidat             | Étiquette | Premier tour | Premier tour | Ballotage | Ballotage |
| Candidat | Candidat             | Étiquette | Voix         | %            | Voix      | %         |
| -------- | -------------------- | --------- | ------------ | ------------ | --------- | --------- |
|          | Pierre-Henri Teitgen | MRP       | 3 091        | 37,25        | 3 154     | 38,23     |
|          | Marcel Ménager *     | Rép. ind  | 2 452        | 29,55        | 2 639     | 31,99     |
|          | Joseph Fournier      | SFIO      | 2 095        | 25,25        | 1 976     | 23,95     |
|          | Jean Viallat         | PCF       | 649          | 7,82         | 481       | 5,83      |
|          |                      |           |              |              |           |           |
| Inscrits | Inscrits             | Inscrits  | 12 680       | 100,00       | 12 673    | 100,00    |
| Votants  | Votants              | Votants   | 8 459        | 66,71        | 8 391     | 66,21     |
| Exprimés | Exprimés             | Exprimés  | 8 297        | 98,09        | 8 250     | 98,32     |

### Canton d'Antrain
- Conseiller sortant : Jean Trocherie (SFIO), élu depuis 1945 ne se représente pas.

Il est le dernier conseiller général socialiste avant 1973 et l'élection d'Edmond Hervé à Rennes-Nord-Ouest, Michel Phliponneau à Rennes-Sud-Est, Georges Cano à Rennes-Sud-Ouest et Albert Dory à Pleine-Fougères. 
| Candidat | Candidat         | Étiquette | Premier tour | Premier tour |
| Candidat | Candidat         | Étiquette | Voix         | %            |
| -------- | ---------------- | --------- | ------------ | ------------ |
|          | Fernand Aupinel  | MRP       | 3 097        | 76,89        |
|          | Marcel Ragonnaud | PCF       | 931          | 23,11        |
|          |                  |           |              |              |
| Inscrits | Inscrits         | Inscrits  | 7 154        | 100,00       |
| Votants  | Votants          | Votants   | 4 545        | 63,53        |
| Exprimés | Exprimés         | Exprimés  | 4 028        | 88,63        |

### Canton de Saint-Aubin-du-Cormier
- Conseiller sortant : Pierre Morel (Rad-soc), élu depuis 1931.

| Candidat | Candidat        | Étiquette | Premier tour | Premier tour |
| Candidat | Candidat        | Étiquette | Voix         | %            |
| -------- | --------------- | --------- | ------------ | ------------ |
|          | Pierre Morel *  | Rad-soc   | 2 454        | 64,09        |
|          | Michel Beaulieu | MRP       | 1 226        | 32,02        |
|          | Joseph Thomas   | PCF       | 149          | 3,89         |
|          |                 |           |              |              |
| Inscrits | Inscrits        | Inscrits  | 4 859        | 100,00       |
| Votants  | Votants         | Votants   | 3 876        | 79,77        |
| Exprimés | Exprimés        | Exprimés  | 3 829        | 98,79        |

## Arrondissement de Vitré

### Canton de Vitré-Est
- Conseiller sortant : Alexis Méhaignerie (MRP), élu depuis 1945.

| Candidat | Candidat              | Étiquette | Premier tour | Premier tour |
| Candidat | Candidat              | Étiquette | Voix         | %            |
| -------- | --------------------- | --------- | ------------ | ------------ |
|          | Alexis Méhaignerie *  | MRP       | 4 504        | 90,92        |
|          | Guy Papion du Château | PCF       | 450          | 9,08         |
|          |                       |           |              |              |
| Inscrits | Inscrits              | Inscrits  | 7 879        | 100,00       |
| Votants  | Votants               | Votants   | 5 316        | 67,47        |
| Exprimés | Exprimés              | Exprimés  | 4 954        | 93,19        |

### Canton d'Argentré-du-Plessis
- Conseiller sortant : Paul Lemée (CNIP), élu depuis 1931.

| Candidat | Candidat      | Étiquette | Premier tour | Premier tour |
| Candidat | Candidat      | Étiquette | Voix         | %            |
| -------- | ------------- | --------- | ------------ | ------------ |
|          | Paul Lemée *  | CNIP      | 4 519        | 97,47        |
|          | Marcel Monier | PCF       | 117          | 2,53         |
|          |               |           |              |              |
| Inscrits | Inscrits      | Inscrits  | 6 185        | 100,00       |
| Votants  | Votants       | Votants   | 4 815        | 77,85        |
| Exprimés | Exprimés      | Exprimés  | 4 636        | 96,28        |

### Canton de La Guerche-de-Bretagne
- Conseiller sortant : Émile Bodard (Rad-soc/UDSR), élu depuis 1930 ne se représente pas.

| Candidat | Candidat       | Étiquette | Premier tour | Premier tour |
| Candidat | Candidat       | Étiquette | Voix         | %            |
| -------- | -------------- | --------- | ------------ | ------------ |
|          | Henri Lassourd | RGR       | 5 081        | 96,63        |
|          | Paul Aubry     | PCF       | 177          | 3,37         |
|          |                |           |              |              |
| Inscrits | Inscrits       | Inscrits  | 7 059        | 100,00       |
| Votants  | Votants        | Votants   | 5 366        | 76,02        |
| Exprimés | Exprimés       | Exprimés  | 5 258        | 97,99        |

## Arrondissement de Redon

### Canton de Redon
- Conseiller sortant : Michel du Halgouët de Poulpiquet (CNIP), élu pour la première fois en 1945 est réélu.

| Candidat | Candidat                           | Étiquette | Premier tour | Premier tour |
| Candidat | Candidat                           | Étiquette | Voix         | %            |
| -------- | ---------------------------------- | --------- | ------------ | ------------ |
|          | Michel du Halgouët de Poulpiquet * | CNIP      | 3 967        | 71,79        |
|          | Georges Brillant                   | PCF       | 931          | 16,85        |
|          | Albert Vibert                      | SFIO      | 616          | 11,15        |
|          |                                    |           |              |              |
| Inscrits | Inscrits                           | Inscrits  | 9 105        | 100,00       |
| Votants  | Votants                            | Votants   | 5 659        | 62,15        |
| Exprimés | Exprimés                           | Exprimés  | 5 526        | 97,65        |

### Canton de Guichen
- Conseiller sortant : Georges Le Cornec (Prog.), (ancien rad-soc), élu depuis 1945.

| Candidat | Candidat            | Étiquette | Premier tour | Premier tour |
| Candidat | Candidat            | Étiquette | Voix         | %            |
| -------- | ------------------- | --------- | ------------ | ------------ |
|          | Alphonse de Pioger  | CNIP-RPF  | 2 560        | 54,18        |
|          | Georges Le Cornec * | Prog.     | 1 885        | 39,89        |
|          | Raymond Guilloux    | PCF       | 279          | 5,91         |
|          |                     |           |              |              |
| Inscrits | Inscrits            | Inscrits  | 6 955        | 100,00       |
| Votants  | Votants             | Votants   | 4 832        | 69,48        |
| Exprimés | Exprimés            | Exprimés  | 4 725        | 97,79        |

### Canton de Maure-de-Bretagne
- Conseiller sortant : Joseph Lagrée (CNIP) (ancien PSF), élu depuis 1937.

| Candidat | Candidat        | Étiquette | Premier tour | Premier tour |
| Candidat | Candidat        | Étiquette | Voix         | %            |
| -------- | --------------- | --------- | ------------ | ------------ |
|          | Joseph Lagrée * | CNIP      | 2 848        | 91,02        |
|          | Jules Le Brun   | PCF       | 281          | 8,98         |
|          |                 |           |              |              |
| Inscrits | Inscrits        | Inscrits  | 4 935        | 100,00       |
| Votants  | Votants         | Votants   | 3 263        | 66,12        |
| Exprimés | Exprimés        | Exprimés  | 3 129        | 95,89        |

## Ancien arrondissement de Montfort-sur-Meu

### Canton de Montfort-sur-Meu
- Conseiller sortant : Émile Tardif (MRP), élu depuis 1945.

| Candidat | Candidat         | Étiquette | Premier tour | Premier tour |
| Candidat | Candidat         | Étiquette | Voix         | %            |
| -------- | ---------------- | --------- | ------------ | ------------ |
|          | Émile Tardif *   | MRP       | 3 851        | 89,91        |
|          | Edmond Le Tanter | PCF       | 432          | 10,09        |
|          |                  |           |              |              |
| Inscrits | Inscrits         | Inscrits  | 7 390        | 100,00       |
| Votants  | Votants          | Votants   | 4 395        | 59,47        |
| Exprimés | Exprimés         | Exprimés  | 4 283        | 97,45        |

### Canton de Montauban-de-Bretagne
- Conseiller sortant : Pierre Legault (CNIP), élu pour depuis 1945.

| Candidat | Candidat         | Étiquette | Premier tour | Premier tour |
| Candidat | Candidat         | Étiquette | Voix         | %            |
| -------- | ---------------- | --------- | ------------ | ------------ |
|          | Pierre Legault * | CNIP      | 2 698        | 88,87        |
|          | Victor Dolivet   | PCF       | 338          | 11,13        |
|          |                  |           |              |              |
| Inscrits | Inscrits         | Inscrits  | 4 575        | 100,00       |
| Votants  | Votants          | Votants   | 3 144        | 68,72        |
| Exprimés | Exprimés         | Exprimés  | 3 036        | 96,57        |

### Canton de Saint-Méen-le-Grand
- Conseiller sortant : Louis Carré (CNIP) (ancien MRP), élu depuis 1945.

| Candidat | Candidat        | Étiquette | Premier tour | Premier tour |
| Candidat | Candidat        | Étiquette | Voix         | %            |
| -------- | --------------- | --------- | ------------ | ------------ |
|          | Louis Carré *   | CNIP      | 2 322        | 53,66        |
|          | Jean Escolan    | Rad-soc   | 1 107        | 25,58        |
|          | Louis Adrien    | RPF       | 472          | 10,91        |
|          | Louis Besseiche | SFIO      | 257          | 5,94         |
|          | Jean Rolland    | PCF       | 169          | 3,91         |
|          |                 |           |              |              |
| Inscrits | Inscrits        | Inscrits  | 6 421        | 100,00       |
| Votants  | Votants         | Votants   | 4 414        | 68,74        |
| Exprimés | Exprimés        | Exprimés  | 4 327        | 98,03        |